# Street Fighter: Resurrection
Street Fighter: Resurrection est une mini-série Web d'action en direct développée par le réalisateur, chorégraphe de combats, écrivain, acteur et artiste martial Joey Ansah. Basée sur la franchise Street Fighter de Capcom, Resurrection voit sa sortie coïncider avec celle de Street Fighter V, dont elle met en scène deux des nouvelles-venues, Laura et Kolin. La série sert de suite à la série Web Street Fighter: Assassin's Fist, qui se déroule dix ans plus tôt d'un point de vue chronologique.
Des épisodes de la série ont été publiés chaque semaine par Machinima via l'application go90 de Verizon du 15 mars 2016 au 5 avril 2016. La série a ensuite été téléchargée sur la chaîne YouTube de Machinima le 19 décembre 2016.

## Distribution

### Distribution
- Christian Howard dans le rôle de Ken Masters [3]
- Mike Moh dans le rôle de Ryu [4]
- Alain Moussi dans le rôle de Charlie Nash [3],[5]
- Natascha Hopkins dans le rôle de Laura Matsuda
- Katrina Durden dans le rôle de Decapre
- Amy Olivia Bell dans le rôle de Kolin
- Gillian McGregor dans le rôle d'Olivia McAdams
- Silvio Simac dans le rôle de M.Bison
- David Cheung dans le rôle de l'agent Coles
- Alexis Rodney dans le rôle de Matt Furlong
- Cengiz Dervis dans le rôle de l'agent Daniels
- Amed Hashimi dans le rôle de l'agent Amari / M. Aziz
- Amy Johnston dans le rôle de l'apprentie de Ken
- Rebecca Jaquest dans le rôle de l'agent Brandt

## Production
Le 6 décembre 2015, une bande-annonce révélant la mini-série a été diffusée lors de la Capcom Cup. Joey Ansah, déjà connu pour son incarnation convaincante d'Akuma dans la minisérie précédente, Street Fighter:Assassin's Fist, a également été annoncé comme en étant le développeur,. Le lendemain, l'acteur d'arts martiaux Alain Moussi a annoncé qu'il y incarnerait Charlie Nash, tandis que Mike Moh et Christian Howard reprendraient leurs rôles respectifs d'Assassin's Fist, à savoir Ryu et Ken,. La production de la mini-série s'est terminée le 15 décembre 2015,. Decapre de Street Fighter IV , Laura Matsuda et Kolin de Street Fighter V apparaissent également dans la série, incarnées respectivement par Katrina Durden, Natascha Hopkins et Amy Olivia Bell,,. C'est la première fois que ces trois personnages féminins apparaissent à l'écran d'un film non-animé. M.Bison apparait brièvement à la fin de la mini-série, faisant de Silvio Simac le premier acteur à porter l'uniforme de l'antagoniste principal de la franchise à l'écran d'un métrage en prise de vue réelle, depuis le regretté Raul Julia en 1994.

## Musique
La musique de la série a été composée par Patrick Gill,, avec des contributions de Ryan Ansah et Daniel Braine.

## Épisodes
| Épisode | Titre              | Date de sortie                                 |
| --- | ------------------ | ---------------------------------------------- |
| 1 | "New Challenger"   | 15 mars 2016 (go90) 19 décembre 2016 (YouTube) |
| Laura Matsuda cherche à se prouver dans le monde du combat de rue. Désireuse d'affronter le légendaire Ken Masters dans l'espoir d'être adoubée par lui, elle se retrouve dans une situation périlleuse alors que deux combattants surprises interviennent... |                    |                                                |
| 2 | 'Fight and Flight" | 22 mars 2016                                   |
| Après une violente confrontation avec l'étrange inconnu, Laura doit prendre une décision. Ken et Ryu sont appelés à aider Interpol concernant un deal d'armes dangereux en plein Londres, danger confirmé quand une figure masquée bien connue de la police internationale fait son apparition sur les lieux...                                                          |                    |                                                |
| 3 | "Mission Critical" | 29 mars 2016                                   |
| La mission d'Interpol s'avère plus périlleuse encore que prévu : l'arme en cours d'acquisition est une arme de destruction massive de nouvelle génération ! Laura et Nash interviennent... mais dans quel camp est ce dernier ? |                    |                                                |
| 4 | "Countdown"        | 5 avril 2016                                   |
| Alors que Decapre s'échappe avec la "bombe de Hado sombre", Laura tente de l'arrêter, sans savoir vers quel destin funeste elle s'avance si, par malheur, elle atteignait seule le patron de l'assassin russe - et commanditaire de ladite bombe - qu'elle poursuit aveuglément... Ryu et Ken pourront-ils rejoindre la jeune brésilienne à temps et lui sauver la vie ? |                    |                                                |